# Sievinjärvi
Sievinjärvi är en sjö i Finland. Den ligger i kommunen Sievi i landskapet Norra Österbotten, i den centrala delen av landet, 400 km norr om huvudstaden Helsingfors. Sievinjärvi ligger 74,5 meter över havet. Arean är 2,8 hektar och strandlinjen är 0,64 kilometer lång. Sjön  ingår i Kalajoki älvs huvudavrinningsområde.   Den ligger vid sjön Korhosenjärvi. I omgivningarna runt Sievinjärvi växer i huvudsak blandskog.